# Regla del quocient
A càlcul, la regla del quocient és un mètode per a calcular la derivada d'una funció que consisteix en el quocient d'altres dues per a les quals la derivada existeix.
Si la funció que es vol derivar, {\displaystyle f(x)}, es pot escriure com 
{\displaystyle f(x)={\frac {g(x)}{h(x)}}}
i {\displaystyle h(x)} ≠ {\displaystyle 0}, llavors la regla diu que la derivada de {\displaystyle g(x)/h(x)} és igual a:
{\displaystyle {\frac {d}{dx}}f(x)=f'(x)={\frac {g'(x)h(x)-g(x)h'(x)}{[h(x)]^{2}}}.}
O de forma més precisa, per a tot {\displaystyle x} que pertany a algun conjunt obert que conté el nombre {\displaystyle a}, amb {\displaystyle h(a)} ≠ {\displaystyle 0}; i, tal que {\displaystyle g'(a)} i {\displaystyle h'(a)} existeixen totes dues; llavors, {\displaystyle f'(a)} també existeix: 
{\displaystyle f'(a)={\frac {g'(a)h(a)-g(a)h'(a)}{[h(a)]^{2}}}.}

## Exemples
La derivada de {\displaystyle (4x-2)/(x^{2}+1)} és
| {\displaystyle {\frac {d}{dx}}{\frac {(4x-2)}{x^{2}+1}}} | {\displaystyle ={\frac {(x^{2}+1)(4)-(4x-2)(2x)}{(x^{2}+1)^{2}}}} |
|                                                          | {\displaystyle ={\frac {(4x^{2}+4)-(8x^{2}-4x)}{(x^{2}+1)^{2}}}}  |
|                                                          | {\displaystyle ={\frac {-4x^{2}+4x+4}{(x^{2}+1)^{2}}}}            |
A l'exemple de dalt, s'ha triat:
{\displaystyle g(x)=4x-2}
{\displaystyle h(x)=x^{2}+1}
De forma anàloga, la derivada de {\displaystyle \sin(x)/x^{2}} (quan {\displaystyle x} ≠ 0) és:
{\displaystyle {\frac {\cos(x)x^{2}-\sin(x)2x}{x^{4}}}}
Per a més informació referent a les derivades de les funcions trigonomètriques vegeu: derivada.
Un altre exemple és:
{\displaystyle f(x)={\frac {2x^{2}}{x^{3}}}}
on {\displaystyle g(x)=2x^{2}} i {\displaystyle h(x)=x^{3}}, i {\displaystyle g'(x)=4x} i {\displaystyle h'(x)=3x^{2}}.
La derivada de {\displaystyle f(x)} es determina tal com segueix:
| {\displaystyle f'(x)\,} | {\displaystyle ={\frac {\left(4x\cdot x^{3}\right)-\left(2x^{2}\cdot 3x^{2}\right)}{\left(x^{3}\right)^{2}}}} |
|                         | {\displaystyle ={\frac {4x^{4}-6x^{4}}{x^{6}}}}                                                               |
|                         | {\displaystyle ={\frac {-2x^{4}}{x^{6}}}}                                                                     |
|                         | {\displaystyle =-{\frac {2}{x^{2}}}}                                                                          |

## Demostracions

### A partir de la definició de derivada
Suposant que {\displaystyle f(x)=g(x)/h(x)}
on {\displaystyle h(x)}≠ 0 i {\displaystyle g} i {\displaystyle h} són derivables.
{\displaystyle f'(x)=\lim _{\Delta x\to 0}{\frac {f(x+\Delta x)-f(x)}{\Delta x}}=\lim _{\Delta x\to 0}{\frac {{\frac {g(x+\Delta x)}{h(x+\Delta x)}}-{\frac {g(x)}{h(x)}}}{\Delta x}}}
{\displaystyle =\lim _{\Delta x\to 0}{\frac {1}{\Delta x}}\left({\frac {g(x+\Delta x)h(x)-g(x)h(x+\Delta x)}{h(x)h(x+\Delta x)}}\right)}
{\displaystyle =\lim _{\Delta x\to 0}{\frac {1}{\Delta x}}\left({\frac {(g(x+\Delta x)h(x)-g(x)h(x))-(g(x)h(x+\Delta x)-g(x)h(x))}{h(x)h(x+\Delta x)}}\right)}
{\displaystyle =\lim _{\Delta x\to 0}{\frac {1}{\Delta x}}\left({\frac {h(x)(g(x+\Delta x)-g(x))-g(x)(h(x+\Delta x)-h(x))}{h(x)h(x+\Delta x)}}\right)}
{\displaystyle =\lim _{\Delta x\to 0}{\frac {{\frac {g(x+\Delta x)-g(x)}{\Delta x}}h(x)-g(x){\frac {h(x+\Delta x)-h(x)}{\Delta x}}}{h(x)h(x+\Delta x)}}}
{\displaystyle ={\frac {\lim _{\Delta x\to 0}\left({\frac {g(x+\Delta x)-g(x)}{\Delta x}}\right)h(x)-g(x)\lim _{\Delta x\to 0}\left({\frac {h(x+\Delta x)-h(x)}{\Delta x}}\right)}{h(x)h(\lim _{\Delta x\to 0}(x+\Delta x))}}}
{\displaystyle ={\frac {g'(x)h(x)-g(x)h'(x)}{[h(x)]^{2}}}}

### A partir de la regla del producte
Suposant que {\displaystyle f(x)={\frac {g(x)}{h(x)}}}
{\displaystyle g(x)=f(x)h(x){\mbox{ }}\,}
{\displaystyle g'(x)=f'(x)h(x)+f(x)h'(x){\mbox{ }}\,}
La resta consisteix en aplicar les regles de l'àlgebra per a fer que {\displaystyle f'(x)} sigui l'únic terme del cantó esquerre de l'equació i per a eliminar {\displaystyle f(x)} del cantó dret de l'equació.
{\displaystyle f'(x)={\frac {g'(x)-f(x)h'(x)}{h(x)}}={\frac {g'(x)-{\frac {g(x)}{h(x)}}\cdot h'(x)}{h(x)}}}
{\displaystyle f'(x)={\frac {g'(x)h(x)-g(x)h'(x)}{\left(h(x)\right)^{2}}}}
De forma alternativa, es pot aplicar la regla del producte directament, sense haver de fer ús de la substitució:
{\displaystyle f(x)={\frac {g(x)}{h(x)}}=g(x)[h(x)]^{-1}}
I tot seguit aplicar la regla de la cadena per a derivar {\displaystyle h(x)^{-1}}:
{\displaystyle f'(x)=g'(x)[h(x)]^{-1}+g(x)(-1)[h(x)]^{-2}h'(x)={\frac {g'(x)h(x)-g(x)h'(x)}{[h(x)]^{2}}}}

### A partir de la regla de la cadena
Es considera la identitat 
{\displaystyle {\frac {u}{v}}\;=\;{\frac {1}{4}}\left[\left(u+{\frac {1}{v}}\right)^{2}-\;\left(u-{\frac {1}{v}}\right)^{2}\right]}
Llavors
{\displaystyle {\frac {d\left({\frac {u}{v}}\right)}{dx}}\;=\;{\frac {d}{dx}}{\frac {1}{4}}\left[\left(u+{\frac {1}{v}}\right)^{2}-\;\left(u-{\frac {1}{v}}\right)^{2}\right]}
Porta a 
{\displaystyle {\frac {d\left({\frac {u}{v}}\right)}{dx}}\;=\;{\frac {1}{4}}\left[2\left(u+{\frac {1}{v}}\right)\left({\frac {du}{dx}}-{\frac {dv}{v^{2}dx}}\right)-\;2\left(u-{\frac {1}{v}}\right)\left({\frac {du}{dx}}+{\frac {dv}{v^{2}dx}}\right)\right]}
Operant s'obté
{\displaystyle {\frac {d\left({\frac {u}{v}}\right)}{dx}}\;=\;{\frac {1}{4}}\left[{\frac {4}{v}}{\frac {du}{dx}}-{\frac {4u}{v^{2}}}{\frac {dv}{dx}}\right]}
Per acabar, es treu comú denominador i en queda el resultat esperat
{\displaystyle {\frac {d\left({\frac {u}{v}}\right)}{dx}}\;=\;{\frac {\left[v{\frac {du}{dx}}-u{\frac {dv}{dx}}\right]}{v^{2}}}}

### Emprant diferencials totals
Una demostració fins i tot més elegant és conseqüència de la llei referent als diferencials totals, que diu que el diferencial total,
{\displaystyle dF={\frac {\partial F}{\partial x}}dx+{\frac {\partial F}{\partial y}}dy+{\frac {\partial F}{\partial z}}dz+...}
De qualsevol funció a qualsevol conjunt de quantitats es pot descompondre de la següent forma, sense importat quines variables independents hi hagi a la funció (és a dir no importa quines variables es prenguin, ja que no poden expressar-se com a funcions d'altres variables). Això vol dir que, si N i D són totes dues funcions d'una variable independent x, i
{\displaystyle F=N(x)/D(x)}, llavors han de ser veritat simultàniament que
(*) {\displaystyle dF={\frac {\partial F}{\partial x}}dx}

I que

{\displaystyle dF={\frac {\partial F}{\partial N}}dN+{\frac {\partial F}{\partial D}}dD}.
Però sabent que {\displaystyle dN=N'(x)dx} i {\displaystyle dD=D'(x)dx}.
Substituint i fent aquests dos diferencials totals iguals a un tercer (donat que representen límits que es poden manipular), s'obté l'equació
{\displaystyle {\frac {\partial F}{\partial x}}dx={\frac {\partial F}{\partial N}}N'(x)dx+{\frac {\partial F}{\partial D}}D'(x)dx}
La qual requereix que
(#) {\displaystyle {\frac {\partial F}{\partial x}}={\frac {\partial F}{\partial N}}N'(x)+{\frac {\partial F}{\partial D}}D'(x)}.

Calculant les parcials de la dreta:
{\displaystyle {\frac {\partial F}{\partial N}}={\frac {\partial (N/D)}{\partial N}}={\frac {1}{D}}};
{\displaystyle {\frac {\partial F}{\partial D}}={\frac {\partial (N/D)}{\partial D}}=-{\frac {N}{D^{2}}}}.
Si se substitueixen dins de (#),
{\displaystyle {\frac {\partial F}{\partial x}}={\frac {N'(x)}{D(x)}}-{\frac {N(x)D'(x)}{D(x)^{2}}}}
{\displaystyle {\frac {\partial F}{\partial x}}={\frac {D(x)N'(x)}{D(x)^{2}}}-{\frac {N(x)D'(x)}{D(x)^{2}}}}
La qual dona la regla del quocient, donat que, per a (*),
{\displaystyle {\frac {dF}{dx}}={\frac {\partial F}{\partial x}}}.
Aquesta demostració és forma més sistemàtica de demostrar el teorema en termes de límits, i per tant, és equivalent a la primera demostració – i fins i tot es redueix a ella si es fan les substitucions adequades als llocs adequats.